# Île Mystère
Die Île Mystère (von französisch mystère ‚Rätsel, Geheimnis‘) ist eine Insel im Géologie-Archipel vor der Küste des ostantarktischen Adélielands.
Französische Wissenschaftler benannten sie 2010. Der weitere Benennungshintergrund ist nicht überliefert.